# Dr. Mabuse, der Spieler
Dr. Mabuse, der Spieler - ein Bild der Zeit er en tysk stumfilm fra 1922 af Fritz Lang.

## Medvirkende
- Rudolf Klein-Rogge som Dr. Mabuse
- Aud Egede-Nissen som Cara Carozza
- Gertrude Welcker som Dusy Told
- Alfred Abel som Told / Richard Fleury
- Bernhard Goetzke som Norbert von Wenk / De Witt
- Paul Richter som Edgar Hull
- Robert Forster-Larrinaga som Spoerri